# Namaquarachne angulata
Namaquarachne angulata is een spinnensoort uit de familie Phyxelididae. De soort komt voor in Zuid-Afrika.